# Ceratothoa novaezelandiae
Ceratothoa novaezelandiae is een pissebed uit de familie Cymothoidae. De wetenschappelijke naam van de soort is voor het eerst geldig gepubliceerd in 1885 door Filhol.